# Комарра (роман)
Кома́рра (англ. Komarr) — фантастическое произведение американской писательницы Лоис Буджолд, написанное в 1998 году. Книга из цикла Сага о Форкосиганах.

## Сюжет
Расследование Имперским Аудитором Майлзом Форкосиганом о причине крушения солнечного отражателя на планете Комарра выводит его на след заговора, угрожающего всей Барраярской империи.

## Главные герои
- Майлз Форкосиган  — Имперский Аудитор
- Катриона Форсуассон  — племянница Имперского Аудитора Фортица, супруга Этьена Форсуассона
- Этьен Форсуассон  — администратор проекта Терраформирования Комарры